# Магомедов, Давуд Абдулаевич
Давуд (Дауд) Абдуллаевич Магомедов (8 ноября 1970, Махачкала — 7 июня 2005, Махачкала) — советский, российский и азербайджанский борец вольного стиля. Заслуженный мастер спорта России. Заслуженный мастер спорта Азербайджана. По национальности аварец.

## Детство
Давуд родился в семье академика Абдуллы Абдуллаевича Магомедова.
Закончил МГУ, механико-математический факультет.
Женат, имеет двух дочерей 1998 и 2003 годов рождения (Чакар и Фатимат)

## Спортивная карьера
В 1992 году стал победителем первого чемпионата России, в 1993 году серебряным призёром. Является участником двух Олимпиад: 1996 (11 место) и 2000 (13 место) годов.

## Гибель
Утром в среду 8 июня 2005 в своём доме по ул. Гаджиева в Махачкале был застрелен, в то время он работал заместителем главы службы судебных приставов Дагестана.

## Спортивные достижения
- Чемпионат СССР по вольной борьбе 1991 — ;
- Чемпионат СНГ по вольной борьбе 1992 — ;
- Чемпионат России по вольной борьбе 1992 — ;
- Чемпионат России по вольной борьбе 1993 — ;
- Чемпионат мира по борьбе 1994 — [5].
- Чемпионат России по вольной борьбе 1997 — ;

## Память
В селе Магар Чародинского района в память о Давуде Магомедове проводится турнир.